# Jan van den Hecke

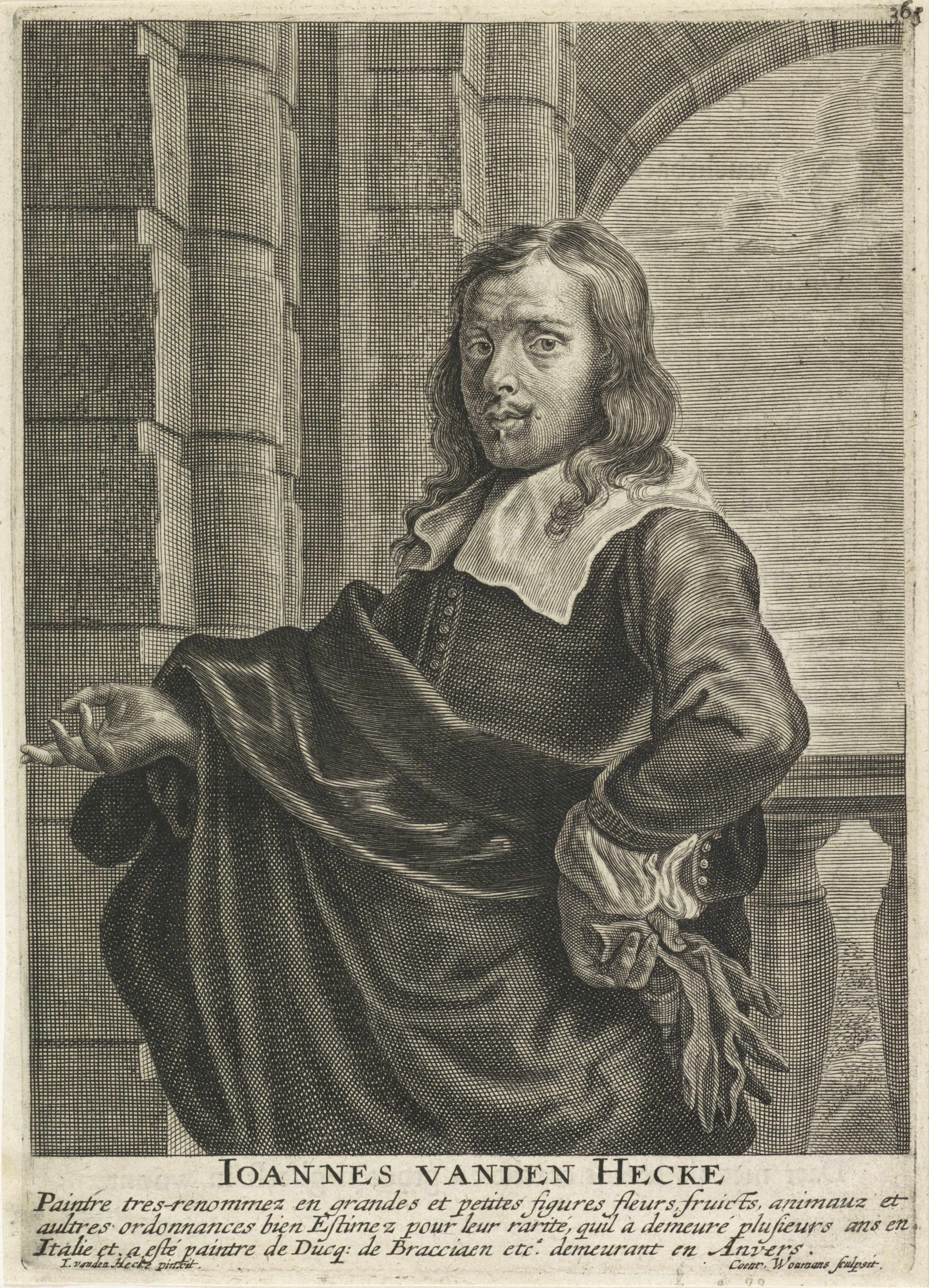
Portret van Jan van den Hecke door Coenraet Waumans

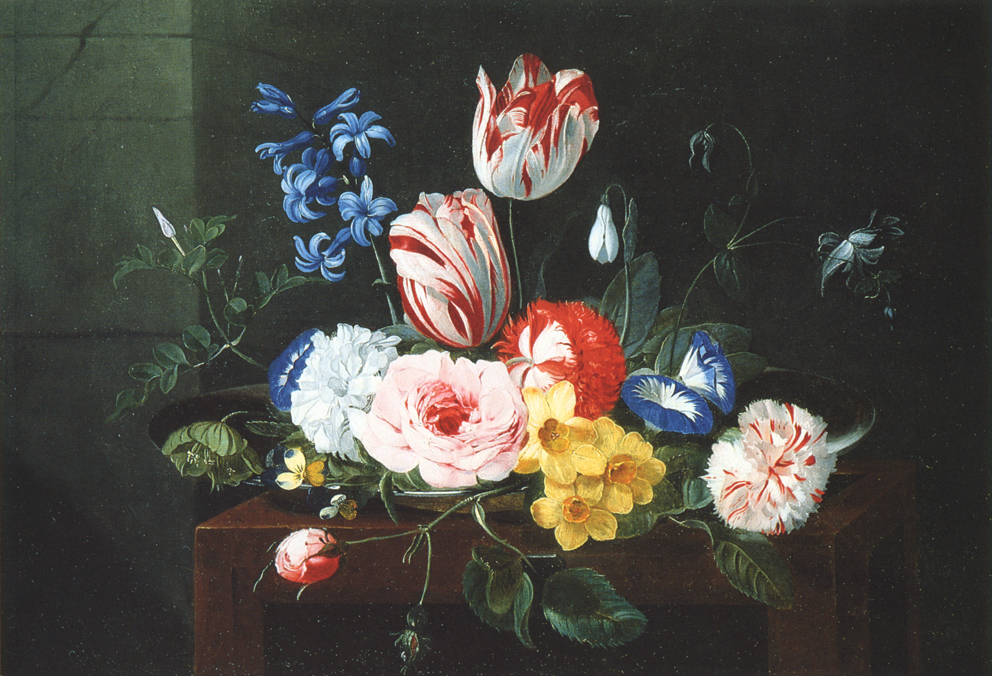
Bord met bloemen op een tafel. Laatst gezien op een veiling in Parijs (29 maart 1994).

Jan van den Hecke I of de Oude (Quaremonde (Ronse), 1620 – Antwerpen, 22 augustus 1684) was een Vlaams kunstschilder.
Hij schilderde voornamelijk bloemstillevens, diervoorstellingen, maar ook enkele italianiserende landschappen.
Van den Hecke was een veelzijdig kunstenaar, actief als prentkunstenaar, etser, schilder en tekenaar. Hij begon zijn carrière in Antwerpen, waar hij tussen 1636 en 1644 werkzaam was. In 1636-1637 was hij leerling, en in 1641-1642 werd hij meester in de Sint-Lucasgilde.
Tijdens zijn loopbaan werkte Van den Hecke ook in het buitenland. Hij werkte in Italië voor verschillende hooggeplaatste personen, zoals de hertog van Bracciano, Paolo Giordano II Orsini, de markies Angelelle, en de markies Pepel. In Frankrijk werke hij voor onder andere de markies van Saint-Chaumont en de markies de Sordi, en in Duitsland voor de graaf van Leiningen. In 1658 verbleef hij in Brussel, waar hij mogelijk werkte voor aartshertog Leopold Willem van Oostenrijk.
In Antwerpen keerde hij terug in 1659, waar hij tot zijn overlijden in 1684 actief bleef. Hij had in deze periode twee leerlingen onder zijn hoede: Peeter vander Elstraeten en Peeter de Clerck. 
Hij was getrouwd met Maria Adriana Heijens, met wie hij drie kinderen had: Jan van den Hecke II, die ook kunstschilder werd, Maria, en Peter. Zijn echtgenote overleed een half jaar na hem op 7 oktober 1684.